# Ceratinoptera picta
Ceratinoptera picta är en kackerlacksart som beskrevs av Brunner von Wattenwyl 1865. Ceratinoptera picta ingår i släktet Ceratinoptera och familjen småkackerlackor. Inga underarter finns listade i Catalogue of Life.